# Sphenophryne crassa
Sphenophryne crassa es una especie de anfibio anuro de la familia Microhylidae. Es endémica de la cordillera de Owen Stanley en Papúa Nueva Guinea, donde se encuentra en altitudes entre los 2050 y 2880 metros. Solo se ha encontrado en las laderas del monte Dayman y del monte Simpson aunque es probable que se encuentre también en el monte Suckling. Es una rana fosorial que habita por lo general en zonas de herbazal y matorral, aunque también puede ser encontrada en bosques. Se cree que se reproduce por desarrollo directo.